# إيفان زوروسكي
إيفان زوروسكي (بالصربية: Иван Зороски) مواليد 24 يوليو 1979 في بلغراد، جمهورية يوغوسلافيا الاشتراكية الاتحادية، هو لاعب كرة سلة صربي سابق. بدأ مسيرته الاحترافية في سنة 2000. يبلغ طوله 6 قدم 5 3⁄4 بوصة (2.0 م). حقق المركز الأول في الألعاب الجامعية الصيفية 2001. اعتزل اللعب في 2013.

## المسيرة الاحترافية
لعب مع إف إم بي من سنة 2000 إلى 2004، ثم لعب مع أولمبياكوس في موسم 2004–2005، ثم لعب مع سبيرو شارلوروا في سنة 2005، ثم لعب مع زينيت سانت بطرسبرغ في الدوري الروسي في موسم 2005–2006، ثم لعب مع بلد الوليد في الدوري الإسباني في موسم 2006–2007، ثم لعب مع بانيونيس من سنة 2007 إلى 2010، ثم لعب مع تيرامو باسكت في الدوري الإيطالي في موسم 2010–2011، ثم لعب مع سوتور باسكت مونتيجرانارو في موسم 2011–2012، ثم لعب مع رير فينيزيا مستري في موسم 2012–2013.

## الميداليات
| الميدالية | المسابقة                      |
| --------- | ----------------------------- |
| ذهبية     | الألعاب الجامعية الصيفية 2001 |

## روابط خارجية
- إيفان زوروسكي على موقع الدوري الأوروبي لكرة السلة (الإنجليزية)
- إيفان زوروسكي على موقع الدوري الإسباني لكرة السلة (الإسبانية)
- إيفان زوروسكي على موقع كرة السلة الأوروبية.كوم (الإنجليزية)
- إيفان زوروسكي على موقع DraftExpress.com (الإنجليزية)
- إيفان زوروسكي على موقع ريلجم (الإنجليزية)
- إيفان زوروسكي على موقع بروبوليرز (الإنجليزية)
- إيفان زوروسكي على موقع سبورتس رفرنس (الإنجليزية)